# Лейдсендам
Лейдсендам (нід. Leidschendam) — місто у Нідерландах, у муніципалітеті Лейдсендам-Ворбюрґ провінція Південна Голландія.

## Географія
Лейдсендам розташований на півночі провінції Південна Голландія, на північний схід від Гааги.

## Клімат
Клімат у Лейдсендамі морський, помірно-теплий.
| Кліматограма Лейдсендама                                             | Кліматограма Лейдсендама | Кліматограма Лейдсендама | Кліматограма Лейдсендама | Кліматограма Лейдсендама | Кліматограма Лейдсендама | Кліматограма Лейдсендама | Кліматограма Лейдсендама | Кліматограма Лейдсендама | Кліматограма Лейдсендама | Кліматограма Лейдсендама | Кліматограма Лейдсендама |
| -------------------------------------------------------------------- | ------------------------ | ------------------------ | ------------------------ | ------------------------ | ------------------------ | ------------------------ | ------------------------ | ------------------------ | ------------------------ | ------------------------ | ------------------------ |
| С                                                                    | Л                        | Б                        | К                        | Т                        | Ч                        | Л                        | С                        | В                        | Ж                        | Л                        | Г                        |
| 0 2 −2                                                               | 0 5 −2                   | 0 9 1                    | 0 16 6                   | 0 21 9                   | 0 22 11                  | 0 24 13                  | 0 22 14                  | 0 18 10                  | 0 14 6                   | 0 7 3                    | 0 2 −1                   |
| Середня макс. і мін. температури повітря (°C) Атмосферні опади (мм), |                          |                          |                          |                          |                          |                          |                          |                          |                          |                          |                          |

## Історія

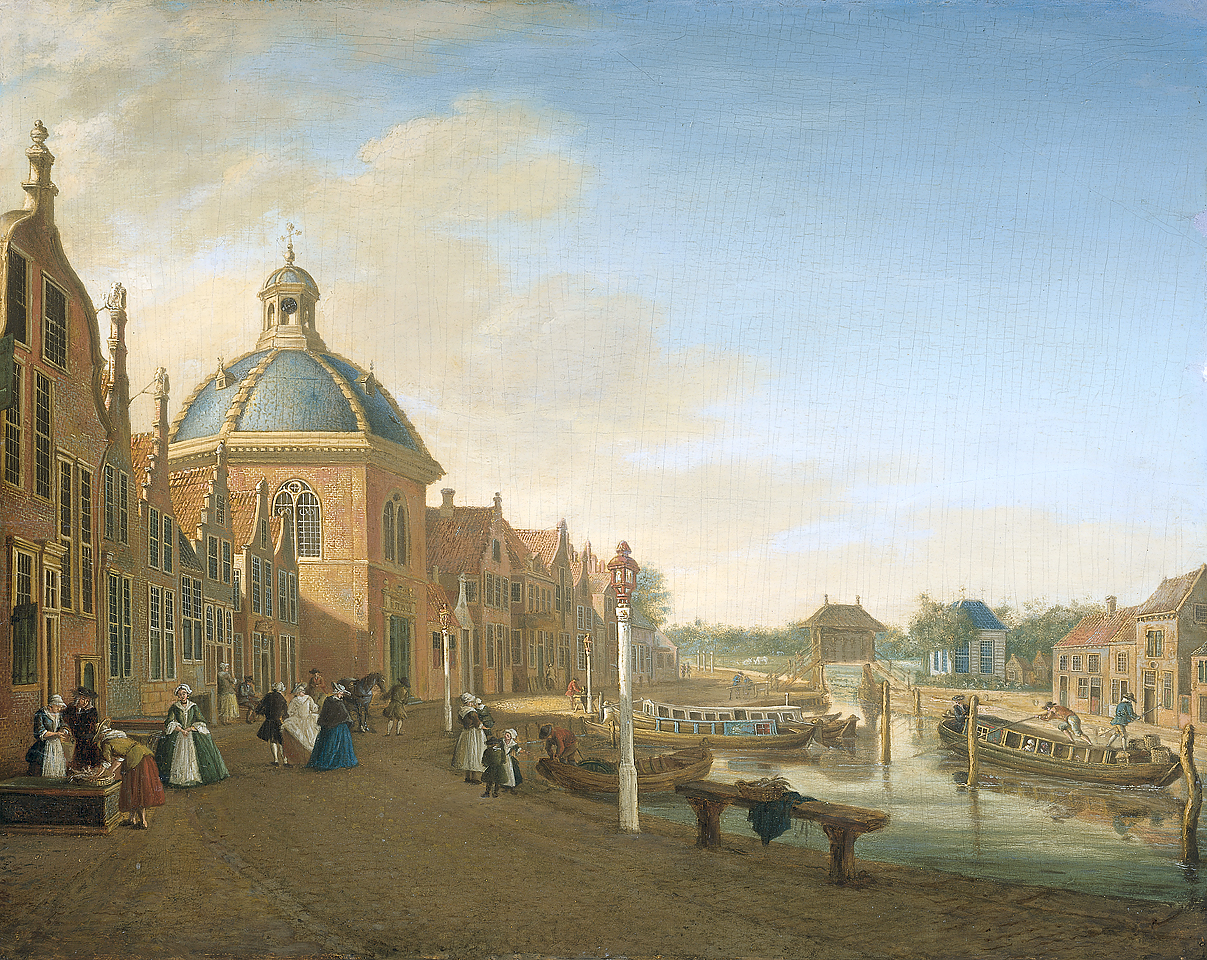
Місто на картині художника Паулюса Константина Фарґу, 1756 рік

1 березня 2009 року в місті розпочав свою діяльність міжнародний трибунал по Лівану, який був створений у 2006 році для встановлення винних осіб у скоєному 14 лютого 2005 року вбивстві колишнього прем'єр-міністра Лівану Рафіка Гарірі та притягнення їх до кримінальної відповідальності. 

## Відомі люди
Уродженці
- Веслі Вергук — нідерландський футболіст.
- Дарил Янмаат — нідерландський футболіст.

Мешканці
- Віллем Пейпер — нідерландський композитор, музичний критик та педагог.

## Світлини

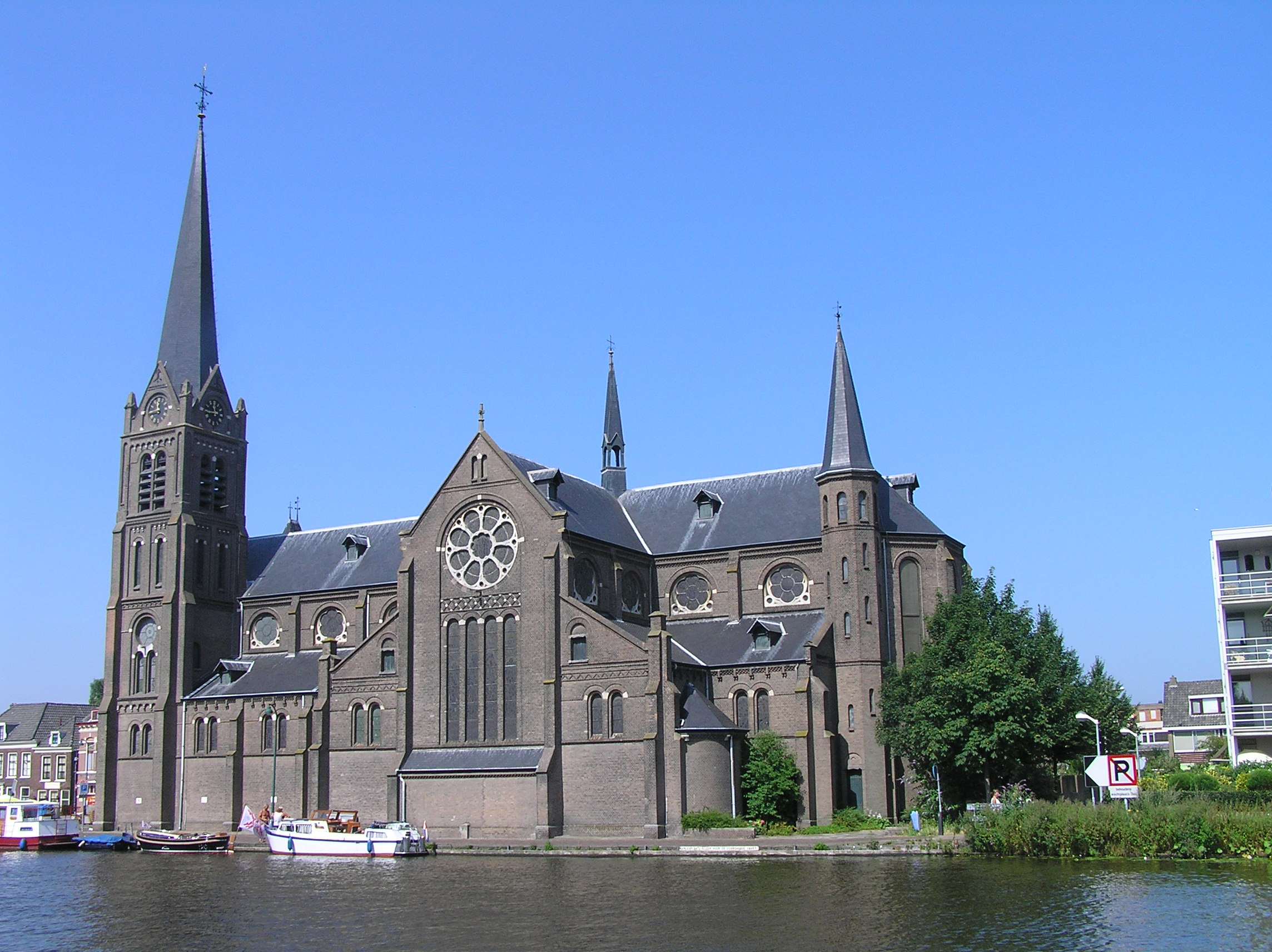
Костел Петра і Павла
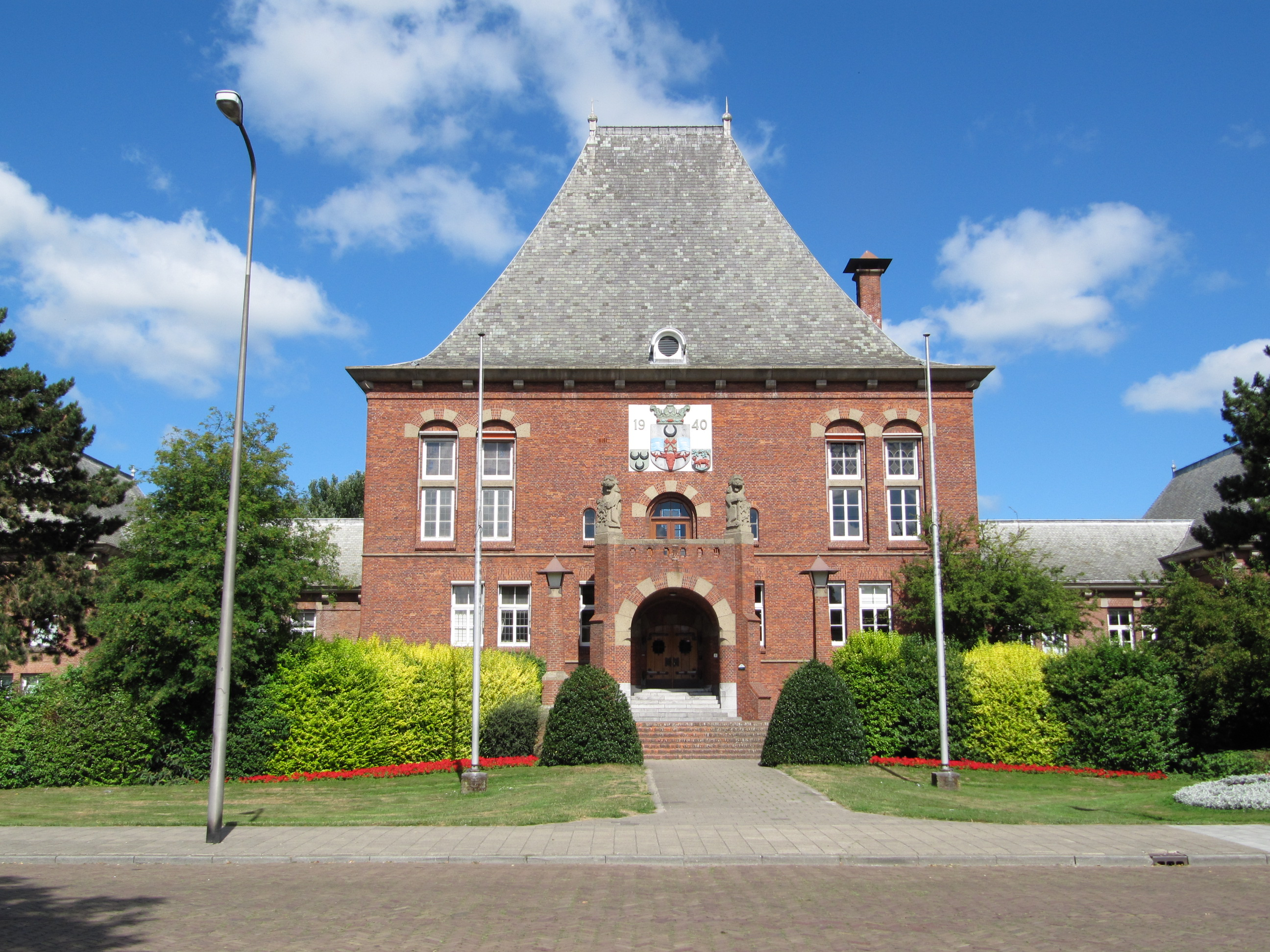
Ратуша
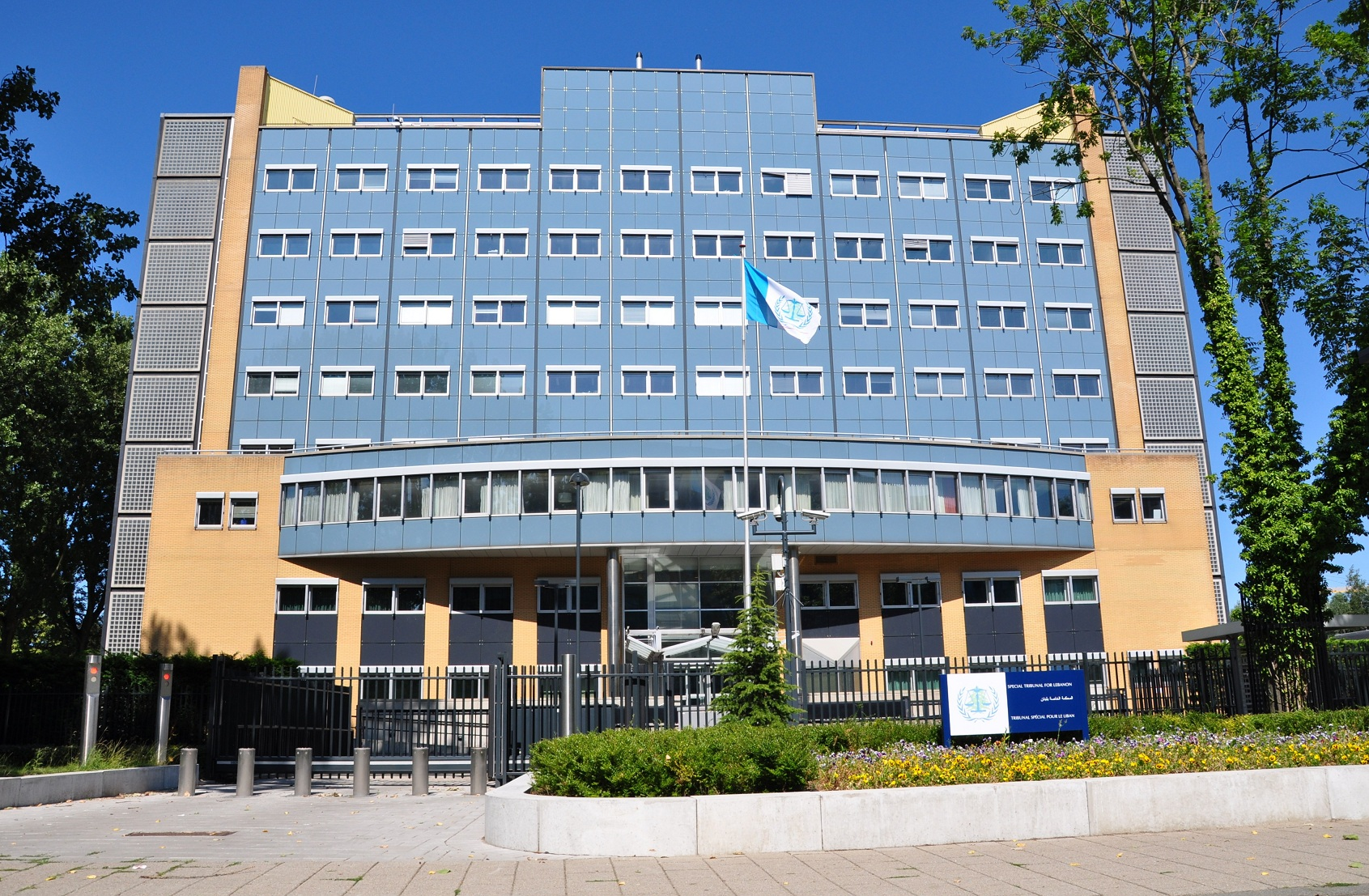
Будівля Спеціального трибуналу ООН для Лівану.
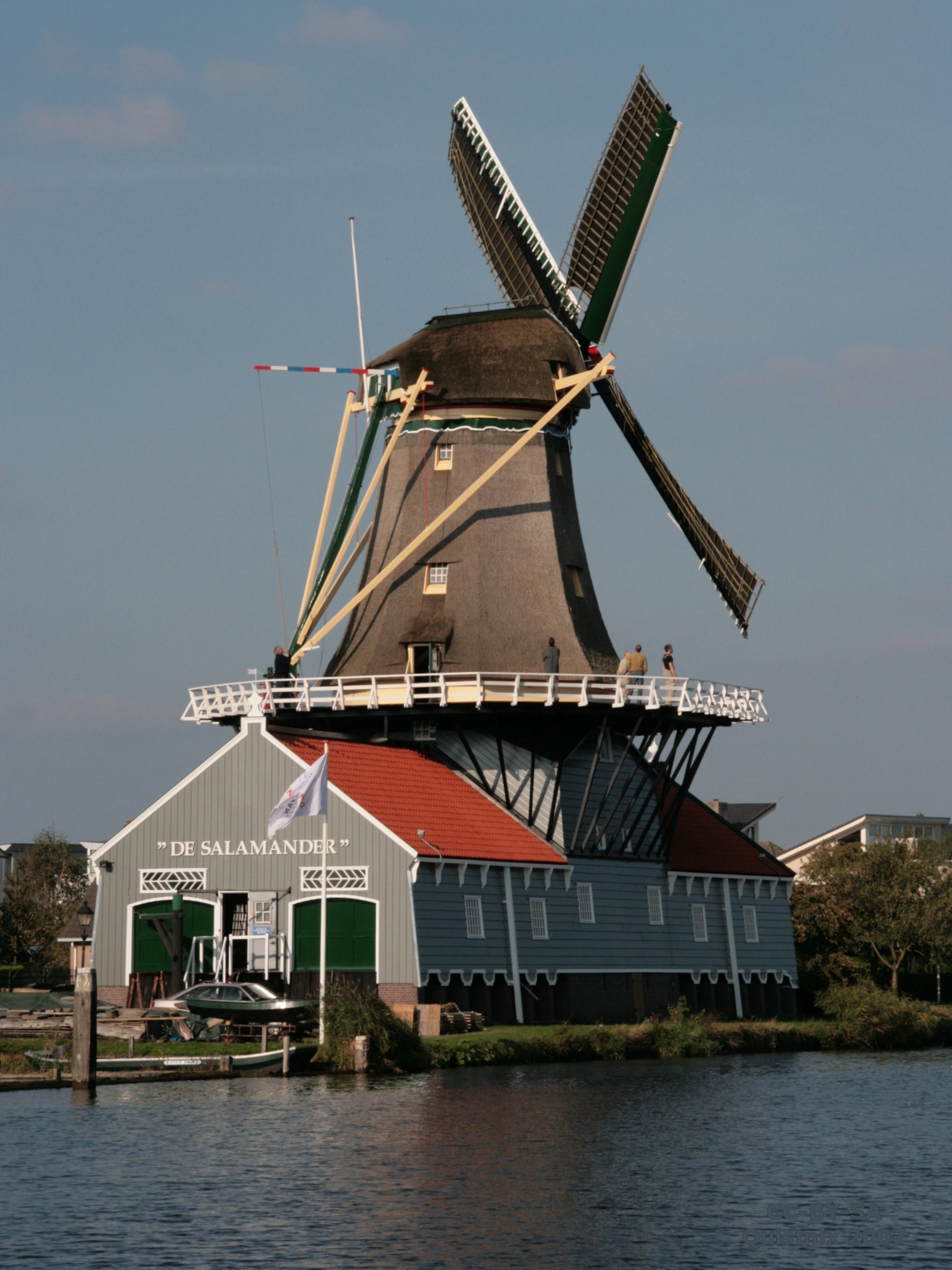
Вітряний тартак «De Salamander» 1777 року